# S-Bahn Rhein-Main
El S-Bahn Rhein-Main es el sistema de tren de cercanías en la región Rin-Meno, Alemania. El centro de la red es la estación central de Fráncfort del Meno. Todos los trenes pasan por la ciudad o terminan allí. En Fráncfort y Offenbach del Meno los trenes pasan por la ciudad en un túnel. Las estaciones más importantes son Konstablerwache y Hauptwache, en el centro de Fráncfort.

## Líneas
| Línea | Ruta |
| ----- | --- |
|       | Estación Central de Wiesbaden – Fráncfort-Höchst – Fráncfort del Meno – Offenbach del Meno Este - Rödermark-Ober Roden             |
|       | Niedernhausen – Frankfurt-Höchst – Fráncfort del Meno – Offenbach del Meno Este - Dietzenbach                                      |
|       | Bad Soden am Taunus - Frankfurt-Oeste - Fráncfort del Meno - Langen - Darmstadt                                                    |
|       | Kronberg – Fráncfort-Oeste - Fráncfort del Meno - Langen - (Darmstadt)                                                             |
|       | Friedrichsdorf – Fráncfort-Oeste - Fráncfort del Meno - Fráncfort del Meno-Sur                                                     |
|       | Friedberg – Fráncfort-Oeste - Fráncfort del Meno - Fráncfort del Meno-Sur                                                          |
|       | Riedstadt-Goddelau – Gross-Gerau – Fráncfort del Meno                                                                              |
|       | Wiesbaden – Estación central de Maguncia – Aeropuerto de Fráncfort del Meno – Fráncfort del Meno – Offenbach del Meno Este - Hanau |
|       | Wiesbaden – Maguncia-Kastel - Aeropuerto de Fráncfort del Meno – Fráncfort del Meno – Offenbach del Meno Este - Hanau              |

## Unidades de tren del núcleo
- ET 423 en las líneas S2-S7
- ET 425 en la línea S7
- ET 430 en las líneas S1, S8 y S9

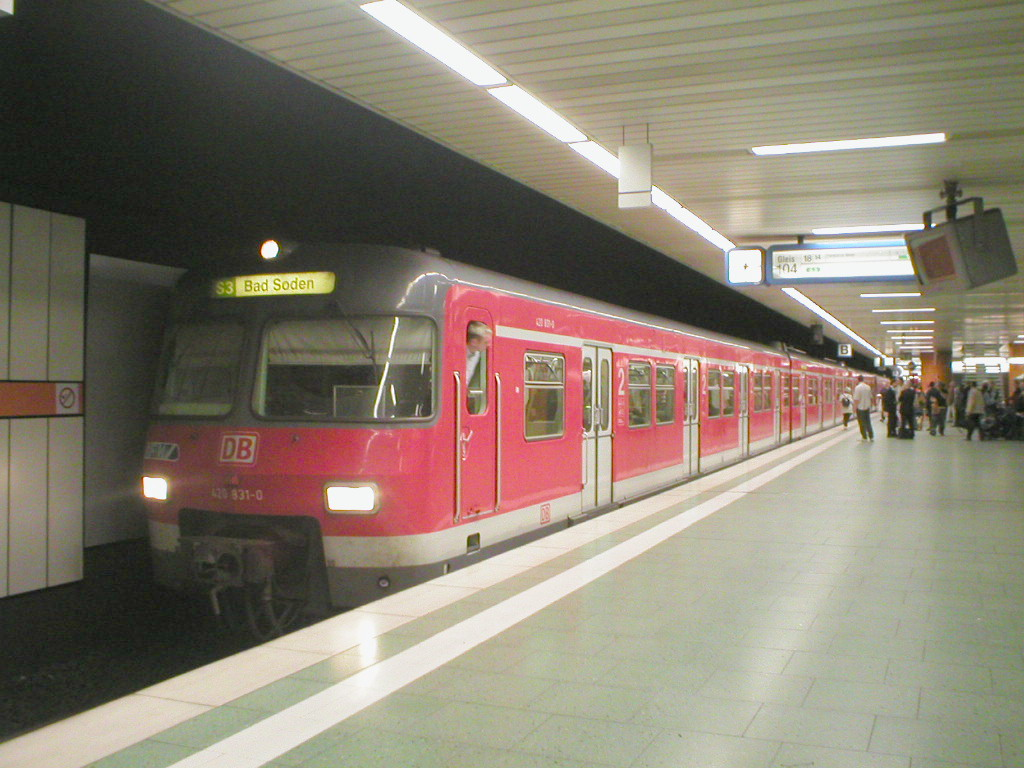
ET 420 de la DB que hoy ya no está en funcionamiento
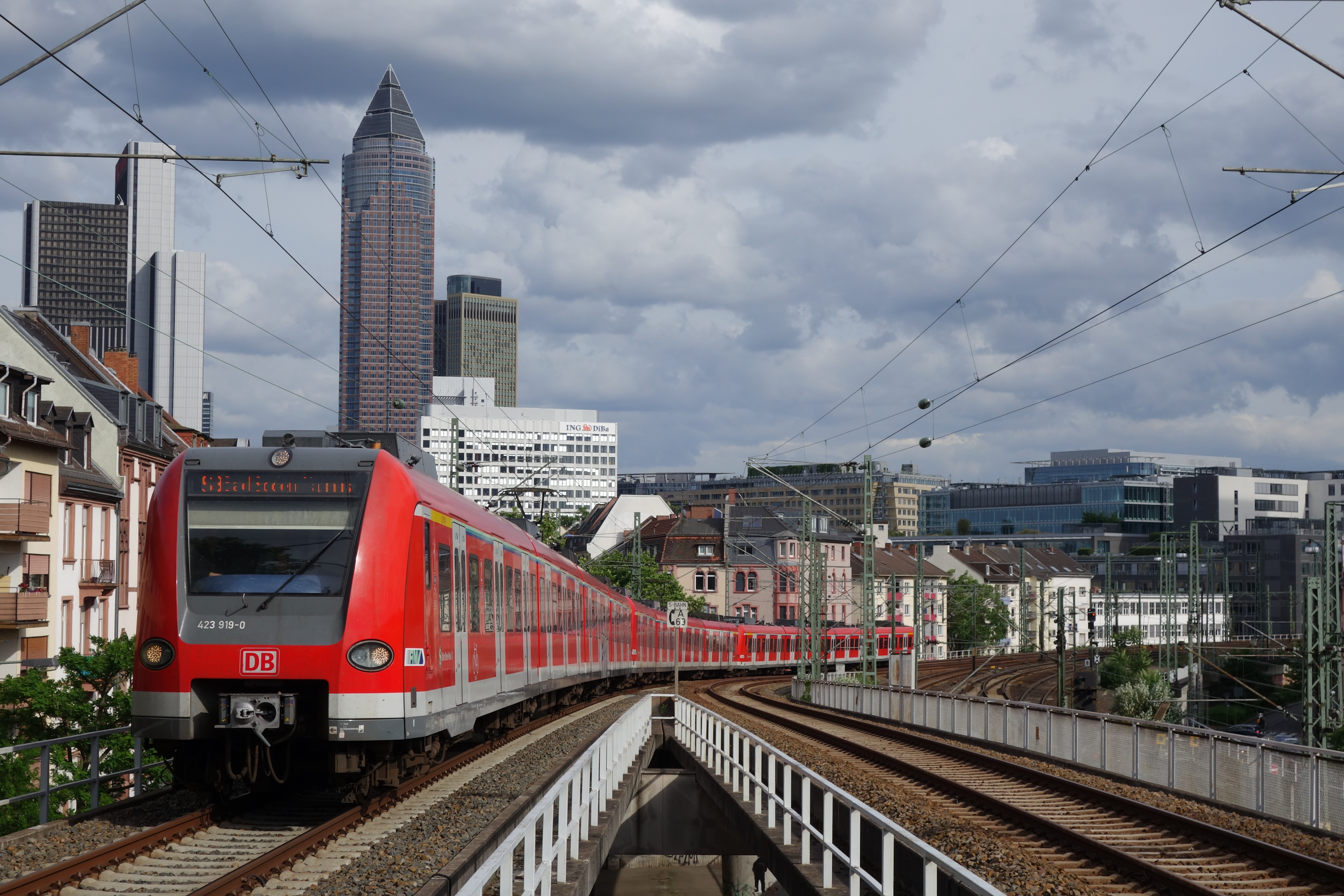
ET 423 de la Deutsche Bahn
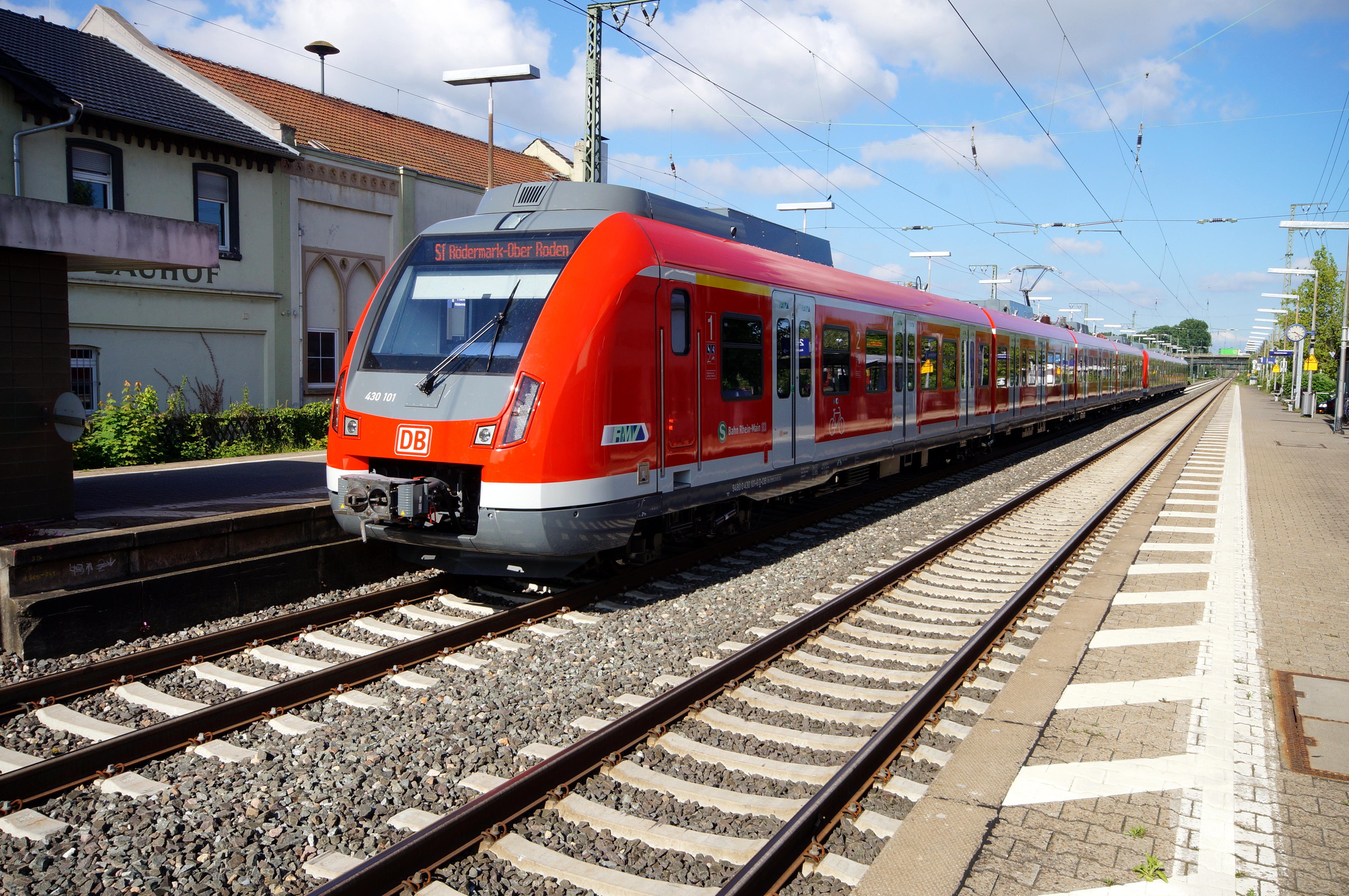
ET 430 de la Deutsche Bahn